# Hexagone Balard

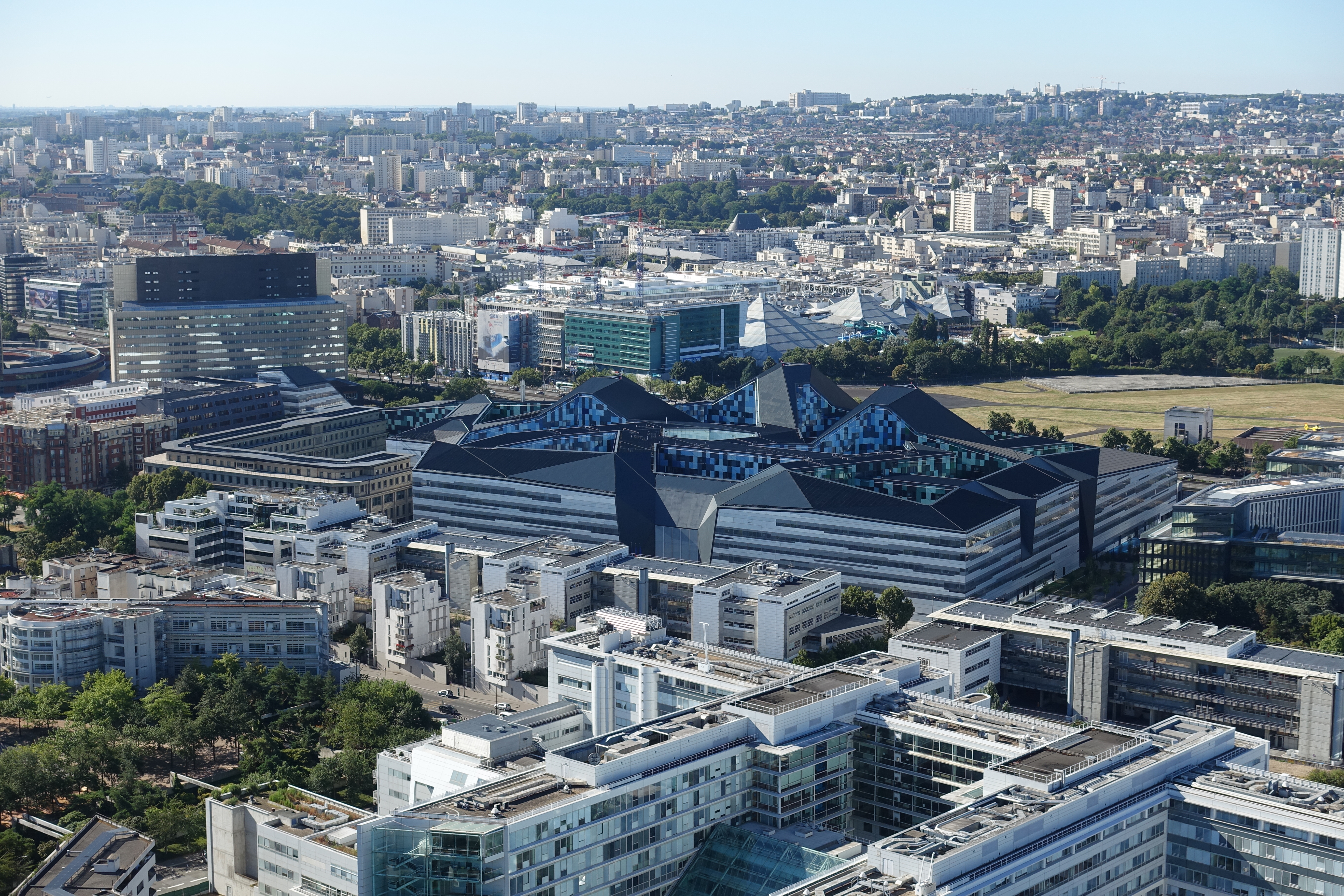
Luftansicht des zentralen Gebäudes

Das Hexagone Balard, verkürzt Balardgone, während der Planungs- und Bauphase Balard-Projekt (frz. Projet Balard) genannt, ist ein Gebäudeensemble in Paris. Es beherbergt das französische Verteidigungsministerium. Die Bauarbeiten begannen 2012; der Komplex wurde 2015 eingeweiht. Er bietet 9300 Beschäftigten Platz.

## Baugeschichte und Hintergrund
Der Komplex wurde geplant als Hauptsitz des Verteidigungsministeriums zur Unterbringung von Dienststellen, die vor dem Bau von Balardgone auf 12 Orte in Paris verteilt waren. Der Neubau sollte alle wesentlichen Teile des Ministeriums aufnehmen, darunter den gemeinsamen Generalstab, die Generalstäbe von Heer, Marine und Luftstreitkräften, außerdem das Einsatzführungskommando CPCO (Centre de planification et de conduite des opérations) und die nationale Rüstungsbehörde DGA (Direction générale de l’armement). Bis dahin hatten die drei Teilstreitkräfte an unterschiedlichen Orten der Hauptstadt ihre Hauptsitze gehabt: die Luftwaffe war bereits im Balard-Viertel, d. h. auf dem Areal des neuen Komplexes in der für das damalige Luftfahrtministerium errichteten Cité de l’Air aus den 1930er-Jahren untergebracht, der Generalstab der Marine im Hôtel de la Marine und das Heer im Îlot Saint-Germain.
Das Gelände befindet sich im 15. Pariser Arrondissement im Südwesten der Stadt, in der Nähe der Seinebrücke Pont du Garigliano. Es liegt an der Metrostation Balard und unmittelbar am Boulevard périphérique, dem Pariser Autobahnring, von dem es nach Süden begrenzt wird. Nach Norden hin grenzt es an den Straßenzug der Boulevards des Maréchaux (an dieser Stelle Boulevard du Général-Martial-Valin und Boulevard Victor), auf dem die Linie 3 der Pariser Straßenbahn verkehrt. In der Nachbarschaft befinden sich weiterhin der Bahnhof Pont du Garigliano der Stadtbahnlinie RER C, das Pariser Messegelände Parc des expositions sowie der Hubschrauberlandeplatz Issy-les-Moulineaux.
Das Ensemble umfasst drei Grundstücke von insgesamt etwa 16,5 Hektar, zwei im Westen der Avenue de la Porte de Sèvres – ganz im Westen die Corne Ouest, östlich daran anschließend die Parcelle Valin – und eines im Osten, die Parcelle Victor, d. h. die historische Cité de l’Air. Die Gebäude im Westteil wurden im Dezember 2010 bis auf ein Baudenkmal aus den 1930er Jahren abgerissen. Dieses auch als Laboratoire de la Marine bekannte Gebäude von Auguste und Gustave Perret wurde renoviert und Teil der Anlage. Ebenfalls renoviert wurden die Gebäude der Cité de l’Air, darunter zwei Hochhäuser aus den 1970er Jahren, Tour A und Tour F genannt, die in der Vergangenheit bereits die Rüstungsbehörde beherbergt hatten, sowie mehrere von der Luftwaffe benutzte, in den 1930er Jahren für das damalige Luftfahrtministerium errichtete Gebäude.
Insgesamt bietet der Komplex 280.000 m² Fläche, davon 145.000 m² in neuen und 135.000 m² in renovierten Gebäuden, mit Platz für 9300 Beschäftigte. Untergebracht sind auch ein Friseursalon, ein Sportzentrum mit Fitnessraum und Schwimmbad, drei Kinderkrippen, eine Feuerwache der Feuerwehr Paris sowie ein Gästehaus mit 900 Zimmern.
Im zentralistischen Frankreich ist es üblich, dass sich die Staatspräsidenten durch ein großes Projekt in Paris ein Denkmal setzen. Bei Georges Pompidou war es das Centre Georges Pompidou, bei François Mitterrand die Nationalbibliothek und die Grande Arche, bei Jacques Chirac das Völkerkundemuseum. In dieser Tradition plante Nicolas Sarkozy einen „pharaonischen“ Neubau für das Verteidigungsministeriums, den größten Neubau seit Errichtung der Nationalbibliothek.
Das Projekt wurde offiziell 2007 vom damaligen Verteidigungsminister Hervé Morin begonnen. Der Auftrag wurde nach Ausschreibung an den Bouygues-Konzern vergeben. Für den zentralen Teil, das „Hexagon“, zeichneten der Architekt Nicolas Michelin und sein Büro ANMA verantwortlich. Weitere beteiligte Architekten bzw. Architekturbüros waren Jean-Michel Wilmotte für die Corne Ouest und Atelier 2/3/4 für die Renovierung der Cité de l’Air. Michelins Entwurf setzte sich damit gegen die Entwürfe von Dominique Perrault und Norman Foster durch, die jeweils von den Konzernen Vinci und Eiffage eingebracht worden waren.
Michelins Modell des Bauwerks wurde 2011 vorgestellt. Mit den Bauarbeiten wurde 2012 begonnen. Im Juli 2015 waren 4000 Beschäftigte eingezogen. Am 5. November 2015 wurde der Komplex von Staatspräsident François Hollande offiziell eingeweiht. Der Verteidigungsminister selbst kündigte jedoch an, seinen Dienstsitz weiterhin im Hôtel de Brienne im 7. Arrondissement in der Nähe des Hôtel Matignon und des Elysée-Palastes, d. h. der Sitze von Premierminister und Staatspräsident, zu belassen.
Die Baukosten betrugen 1,2 Milliarden Euro. Zusammen mit Betriebs- und Mietkosten betrug das Auftragsvolumen für den Bau 3,5 Milliarden Euro. Das Projekt entstand als öffentlich-private Partnerschaft (Public-private partnership, PPP), so dass der französische Staat dem Baukonzern Bouygues über 30 Jahre eine Miete zahlt. Der jährliche Mietzins beläuft sich auf 154 Millionen Euro; anschließend geht die Liegenschaft ins Eigentum des Staates über. Kritik an der hohen Miete trat das Verteidigungsministerium mit dem Argument entgegen, der Mietzins entspreche den Betriebskosten der 12 bisherigen Standorte. Deren Renovierung hätte nach Angaben des Ministeriums 600 bis 700 Millionen Euro gekostet, wohingegen durch den Bau von Balardgone der Verkauf der Standorte möglich und dem Staat Einnahmen bringen werde.
Nachdem die Wochenzeitung Le Canard enchaîné 2011 Korruptionsvorwürfe bezüglich der Auftragsvergabe veröffentlicht hatte, wurden drei Ermittlungsverfahren eingeleitet, darunter gegen einen Verantwortlichen bei Bouygues und einen Armeeoffizier. Kritisiert wurde auch, dass der Auftrag an einen Konzern vergeben worden war, dessen Eigentümer Martin Bouygues ein persönlicher Freund von Staatspräsident Sarkozy war, der damit zum wiederholten Mal Entscheidungen getroffen hatte, die Bouygues und seinem Firmenimperium zugutekamen. Der Prozess begann Ende Januar 2020; die Staatsanwaltschaft forderte gegen die Angeklagten mehrjährige Freiheitsstrafen verbunden mit Geldstrafen in sechsstelliger Höhe.

## Baubeschreibung

Grundriss mit Umgebungsplan

### Grundriss und Namensgebung
Das zentrale Gebäude, das 2012 bis 2015 neu errichtet wurde und dem das Ensemble seinen Namen verdankt, hat einen ungefähr rechteckigen Grundriss. Dass es dennoch als „Sechseck“ (Hexagone) bezeichnet wirkt, liegt an dem Grundriss seiner inneren Bauflügel, die zwei ineinander geschachtelte Sechsecke enthalten. Dies wird in der Öffentlichkeit als doppelte Anspielung verstanden, zum einen auf die geläufige Bezeichnung von Metropolitanfrankreich als „Hexagon“, wegen seiner Form auf der Landkarte, und damit als patriotisches Symbol, zum anderen auf das Pentagon, den Hauptsitz des US-amerikanischen Verteidigungsministeriums. Der Bau wurde deshalb in der Presse auch als « Pentagone à la française » („Pentagon auf französische Art“) bezeichnet.

### Fassaden

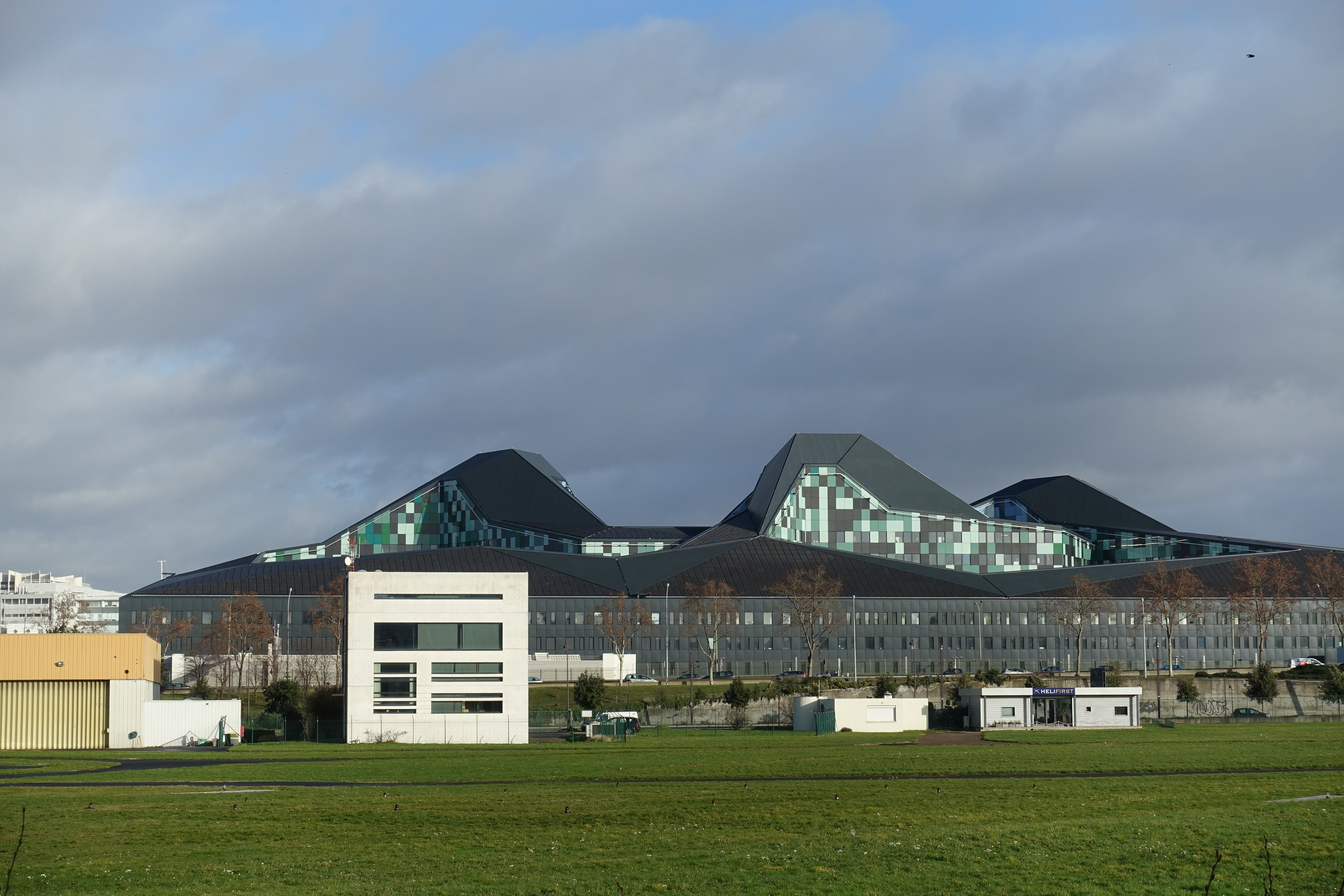
Hexagone Balard 2016, Blick vom südlich gelegenen Sportpark „Suzanne Lenglen“

Die kantige, von ebenen Flächen beherrschte Konstruktion von Fassaden und Dach erinnert an die Tarnkappen-Formgebung moderner Kriegsschiffe und Militärflugzeuge. Ein monumentaler, schlicht gehaltener, verglaster Haupteingang dominiert die dem Boulevard du Général-Martial-Valin zugewandte Nordfassade. Er ist etwas zurückgesetzt von der Flucht der Fassade; die ihn umgebende Fassade ist schwarz. Während nach Angaben des Chefarchitekten Nicolas Michelin der Eingang „hochgradig symbolisch“ und „ein Synonym für ein Friedensministerium“ ist, schrieb eine Journalistin der Tageszeitung Le Figaro nach einer Besichtigung der Baustelle, als Besucher habe man den Eindruck, „in einen Bunker einzutreten“. Der überwiegende Rest der Straßenfassaden ist in verschiedenen Weißtönen mit dunklen Fensterbändern gehalten.
Die innenliegenden Gebäudeflügel stehen auf Pfählen. Ihre Fassaden schmückt ein Schachbrettmuster in unregelmäßiger Färbung aus Grün und Blau, den Farben der Armee. Die eng zusammen stehenden Gebäudeflügel weckten bei einigen Besuchern in der Bauphase Assoziationen an Gefängnisarchitektur. Zu diesem Zeitpunkt war allerdings der Innenbereich des Gebäudes noch nicht begrünt.
Insgesamt verfügt das 45 m hohe Gebäude über 87.200 m² Fassadenflächen. Dach und Dachterrassen haben eine Gesamtfläche von 22.710 m². Das Gebäude bietet 140.000 m² Bürofläche.

### Energieeffizienz
Bei der Konstruktion wurde auf eine Optimierung der Energieeffizienz des Gebäudes wert gelegt. Eine Klimaanlage gibt es nicht; stattdessen werden die Gebäude durch fließendes Wasser gekühlt, das durch die Decken strömt. Die Belüftung erfolgt durch Frischluft, die aus den Innenhöfen bezogen wird. Auf dem Dach sind Solarzellen mit einer Fläche von 5000 m² installiert. Nach Angaben des Ministeriums versorgt sich das Gebäude so zu 80 % selbst mit der Energie für Heizung und Kühlung.

### Historischer Perret-Bau und Paradeplatz

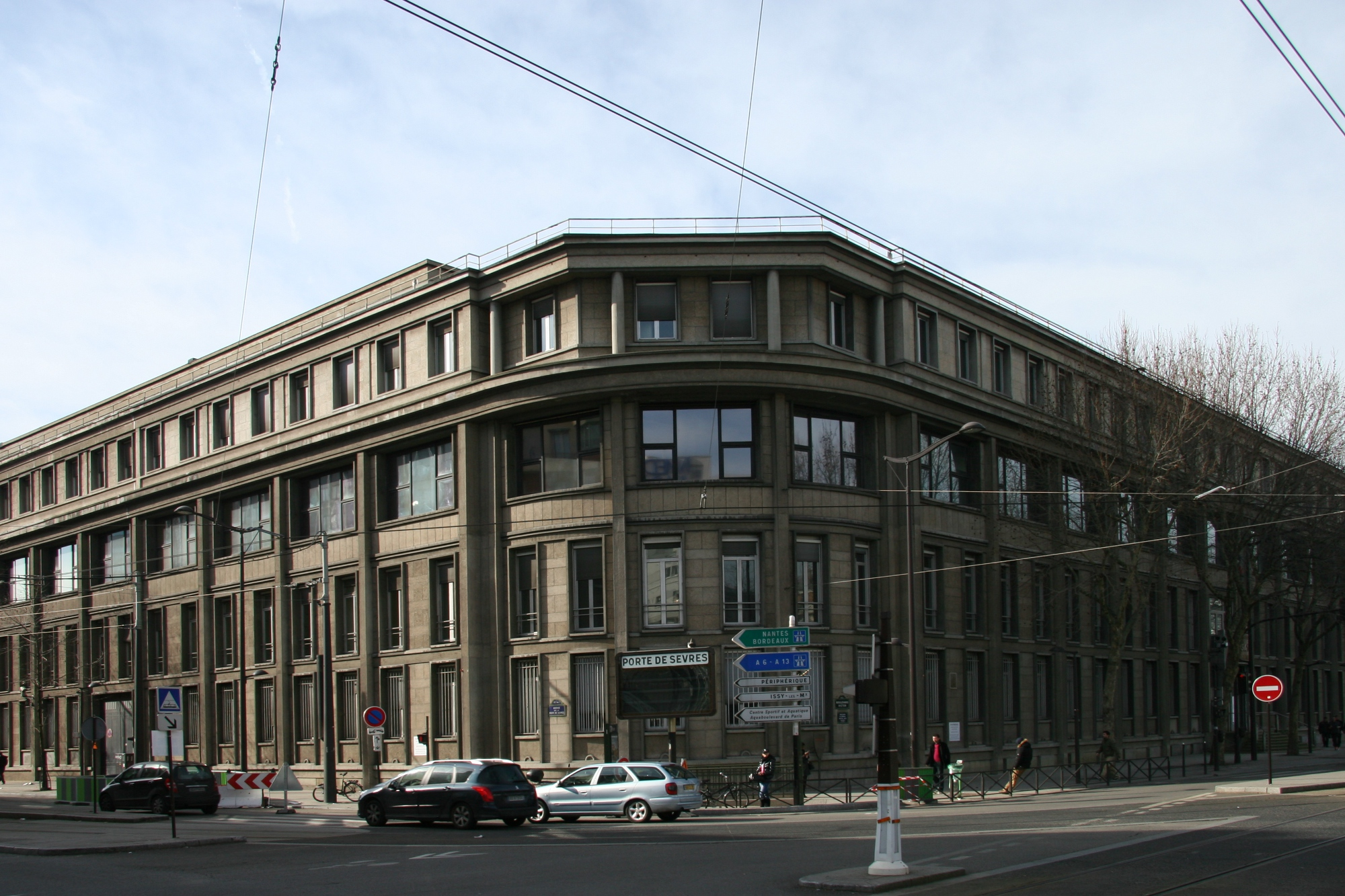
Perret-Bau (Laboratoire de la Marine) vor der Renovierung (2012)

Ein im Nordosten des Neubaus auf der Parcelle Valin gelegenes historisches Gebäude wurde renoviert und Teil der Anlage. Das auch als Laboratoire de la Marine bekannte, unter Denkmalschutz stehende Gebäude wurde 1929 bis 1932 von Auguste und Gustave Perret errichtet. Es handelt sich um eine Stahlbetonkonstruktion mit U-förmigem Grundriss. 1960 wurde sie um ein viertes Stockwerk ergänzt. Sie beherbergte einst Büros und Laborräume der technischen Dienste für Schiffbau der französischen Kriegsmarine. Der Perret-Bau grenzt die Parcelle Valin nach Nordosten von den Straßen Avenue de la Porte de Sèvres und Boulevard Victor ab. In dem neuen Ensemble fasst er einen Paradeplatz ein.